# Stygnobrotula latebricola
Stygnobrotula latebricola es una especie de pez marino actinopterigio, la única del género Stygnobrotula. Su nombre procede del griego stygnos (malo, hostil) y del latín brotula (pequeño brote).

## Morfología
Con la forma del cuerpo típica de las brótulas vivíparas, la longitud máxima descrita es de 7,5 cm. Es una especie vivípara.

## Distribución y hábitat
Es un pez marino de agua de clima tropical, asociado a arrecife, que se distribuye por el oeste del océano Atlántico desde las islas Bahamas hasta Brasil. Es una especie muy común en su área de distribución que habita aguas someras de los arrecifes rocosos,